# Diecezja Udon Thani
Diecezja Udon Thani – rzymskokatolicka diecezja w Tajlandii. Powstała w 1953 jako prefektura  apostolska Udonthani. Podniesiona do rangi diecezji w 1965. Pod obecną nazwą od 1969.

## Biskupi ordynariusze
- Clarence James Duhart, † (1953–1975)
- George Yod Phimphisan, C.SS.R. (1975–2009)
- Joseph Luechai Thatwisai, od 2009